# Campeonato Mundial de Piragüismo en Aguas Tranquilas de 1958
El V Campeonato Mundial de Piragüismo en Aguas Tranquilas se celebró en Praga (Checoslovaquia) en el año 1958 bajo la organización de la Federación Internacional de Piragüismo (ICF) y la Federación Checoslovaca de Piragüismo.
Las competiciones se realizaron en las aguas del río Moldava.

## Medallistas

### Masculino
| Evento       | Oro                                                          | Plata                                                                     | Bronce                                                                             |
| ------------ | ------------------------------------------------------------ | ------------------------------------------------------------------------- | ---------------------------------------------------------------------------------- |
| K1 500 m     | Stefan Kapłaniak · Polonia                                   | Gert Fredriksson · Suecia                                                 | Dieter Krause RDA                                                                  |
| K2 500 m     | Stefan Kapłaniak · Władysław Zieliński · Polonia             | László Nagy · László Kovács · Hungría                                     | Meinrad Miltenberger Paul Lange RFA                                                |
| K1 4 × 500 m | Meinrad Miltenberger Paul Lange Helmut Herz Fritz Briel RFA  | Lajos Kiss · László Kovács · György Mészáros · Ferenc Hatlaczky · Hungría | Henri Lindelöf · Carl von Gerber · Sven-Olov Sjödelius · Gert Fredriksson · Suecia |
| K1 1000 m    | Fritz Briel RFA                                              | Ferenc Hatlaczky · Hungría                                                | Gert Fredriksson · Suecia                                                          |
| K2 1000 m    | Henri Verbrugghe · Germain Van der Moere · Bélgica           | Yevgueni Yatsinenko Ivan Golovachov URSS                                  | Mijail Kaaleste Anatoli Demitkov URSS                                              |
| K4 1000 m    | Michel Scheuer Georg Lietz Gustav Schmidt Theodor Kleine RFA | György Mészáros · József Pehl · András Szente · János Petróczy · Hungría  | Mijail Kaaleste Igor Pisarev Anatoli Troshenkov Anatoli Demitkov URSS              |
| K1 10 000 m  | Thorvald Strömberg · Finlandia                               | Ladislav Čepčianský Checoslovaquia                                        | Vagn Schmidt Dinamarca                                                             |
| K2 10 000 m  | János Urányi · László Fábián · Hungría                       | Heinz Ackers Wilhelm Schlüssel RFA                                        | Helmuth Stocker Franz Teidl RFA                                                    |
| K4 10 000 m  | Michel Scheuer Georg Lietz Gustav Schmidt Theodor Kleine RFA | Günter Krüger Walter Sander Heinrich Hell Hubert Birgels RFA              | Mykolas Rudzinskas Volodar Zvezdkin Alfonsas Rudzinskas Vasili Stepanov URSS       |
| C1 1000 m    | Guennadi Bujarin URSS                                        | Jiří Vokněr Checoslovaquia                                                | Yuri Vinogradov URSS                                                               |
| C2 1000 m    | Alexe Dumitru Simion Ismailciuc Rumania                      | László Simári · Lajos Bodnár · Hungría                                    | Jiří Kodeš Václav Vokál Checoslovaquia                                             |
| C1 10 000 m  | Guennadi Bujarin URSS                                        | Jiří Vokněr Checoslovaquia                                                | Nichifor Tarara Rumania                                                            |
| C2 10 000 m  | Stepan Oshchepkov Alexandr Silayev URSS                      | Achim Sidorov Lavrenti Kalinov Rumania                                    | Jiří Kodeš Václav Vokál Checoslovaquia                                             |

### Femenino
| Evento   | Oro                                  | Plata                                     | Bronce                           |
| -------- | ------------------------------------ | ----------------------------------------- | -------------------------------- |
| K1 500 m | Yelizaveta Kislova URSS              | Antonina Seredina URSS                    | Therese Zenz RFA                 |
| K2 500 m | Nina Gruzintseva Mariya Shubina URSS | Antonina Seredina Yelizaveta Kislova URSS | Therese Zenz Ingrid Hartmann RFA |

## Medallero
| Núm. | País           | Oro | Plata | Bronce | Total |
| ---- | -------------- | --- | ----- | ------ | ----- |
| 1    | URSS           | 5   | 3     | 4      | 12    |
| 2    | RFA            | 4   | 2     | 4      | 10    |
| 3    | Polonia        | 2   | 0     | 0      | 2     |
| 4    | Hungría        | 1   | 5     | 0      | 6     |
| 5    | Rumania        | 1   | 1     | 1      | 3     |
| 6    | Bélgica        | 1   | 0     | 0      | 1     |
| 6    | Finlandia      | 1   | 0     | 0      | 1     |
| 8    | Checoslovaquia | 0   | 3     | 2      | 5     |
| 9    | Suecia         | 0   | 1     | 2      | 3     |
| 10   | RDA            | 0   | 0     | 1      | 1     |
| 10   | Dinamarca      | 0   | 0     | 1      | 1     |
|      | TOTAL          | 15  | 15    | 15     | 45    |